# Потізька Слобода
Поті́зька Слобода (рос. Потижская Слобода, ерз. Потижской Слобода) — село у складі Кадошкінського району Мордовії, Росія. Входить до складу Латишовського сільського поселення.
Населення — 28 осіб (2010; 51 у 2002).
Національний склад станом на 2002 рік:
- росіяни — 96 %